# Jak pan może, panie doktorze?
Jak pan może, panie doktorze? (ang. Becker, 1998–2004) – amerykański serial komediowy nadawany przez stację CBS od 2 listopada 1998 roku do 28 stycznia 2004 roku. W Polsce nadawany był na kanale Polsat.

## Opis fabuły
Serial opisuje perypetie pana doktora Johna Beckera (Ted Danson), który prowadzi klinikę w Nowym Jorku. Wraz z grupką przyjaciół pokonuje przeciwności losu, jakie stawiane są mu na drodze.

## Obsada
- Ted Danson jako doktor John Becker
- Hattie Winston jako Margaret Wyborn
- Shawnee Smith jako Linda
- Alex Désert jako Jake Malinak
- Terry Farrell jako Regina "Reggie" Kostas (1998–2002)
- Nancy Travis jako Chris Connor (2002–2004)
- Saverio Guerra jako Bob (1998–2003)
- Jorge Garcia jako Hector Lopez (2003–2004)
- Henry Gibson jako zastępca ministra (gościnnie)